# Фармерс-бэнк-билдинг (Питтсбург)
 Фармерс-бэнк-билдинг (англ. Farmers Bank Building) 27-этажный небоскреб высотой 105 метров  в Питтсбурге, штат Пенсильвания, по адресу Пятая авеню, дом 305. Построен в 1902 году по проекту архитектурного бюро Alden & Harlow и снесён 25 мая 1997 года. На сайте электронной библиотеки Питтсбургского университета утверждается, что здание было построено в 1903 году и в нём было 24 этажа. Для целого поколения спортивных фанатов города это здание запомнилось тем, что там находилась настенная роспись высотой 15 этажей с изображением известных спортсменов — Роберто Клементе, Билла Мазероски, Джека Ламберта, «Злого» Джо Грина и Марио Лемье, — которую создала в 1992 году художница Джуди Пензер, погибшая в катастрофе рейса TWA 800 четыре года спустя. Роспись существовала в течение пяти лет и часто служила фоном во время телетрансляций спортивных мероприятий, проводившихся в городе. 
Начиная с середины 1960-х годов зданием владела компания Rockwell International, которая использовала его в качестве своей международной штаб-квартиры. Она продала небоскреб в начале 1972 года, переехав в комплекс U.S. Steel Tower.
Какое-то время «отец» питсбургского хоккея и один из столпов профессионального хоккея в целом Джеймс Уоллес Конант был управляющим здания. Он также был управляющим казино Schenley Park и Duquesne Gardens.
25 мая 1997 года здание было взорвано методом имплозии компанией Controlled Demolition, Inc. На его месте был построен малоэтажный универсальный магазин Lazarus. Теперь, в результате перестройки, здание представляет собой комплекс кондоминиумов под названием Piatt Place.